# Mekbuda
Mekbuda (aus arabisch الذراع المقبوضة, DMG aḏ-ḏirāʿ al-maqbūḍa ‚eingezogener Arm‘) ist der Eigenname des Sterns Zeta Geminorum (ζ Geminorum, kurz: ζ Gem) im Sternbild Zwillinge.
Mekbuda ist ein veränderlicher Stern vom Typ Delta Cephei, dessen scheinbare Helligkeit mit einer Periode von 10,15 Tagen zwischen +3,62 m und +4,18 m schwankt. 

Auch seine Spektralklasse ist, wie für Cepheiden typisch, veränderlich und liegt zwischen F7 Ib und G3 Ib.
Mekbuda hat einen +7,6 mag hellen Begleiter des Spektraltyps G1 in einen Winkelabstand von 101" bei einem Positionswinkel von 346 Grad, der schon im Prismenfernglas gesehen werden kann. Mekbuda ist ca. 1170 Lichtjahre entfernt.
Mekbuda kann als ekliptiknaher Stern vom Mond und (sehr selten!) von Planeten bedeckt werden.